# كيري تي كاناوا
السيدة كيري جانيت تي كاناوا (بالإنجليزية: Kiri Te Kanawa)‏، وسام نيوزيلندا، وسام الإمبراطورية البريطانية، وسام أستراليا (تُنطق /ˌkɪri t[invalid input: 'i-'] ˈkɑːnəwə/ وُلِدَت في السادس من مارس عام 1944م، في جيسبورن، نيوزيلندا) وهي سوبرانو من نيوزيلندا الماوري حظيت بحياة مهنية حافلة بالنجاحات في الغناء في الأوبرا منذ عام 1968م. وهي واحدة من أكثر السوبرانو شعبية في الولايات المتحدة الأمريكية وبريطانيا  وهي تمتلك صوتًا دافئًا قويًا مكنها من غناء مختلف الأعمال التي ألفت في القرن السابع عشر وحتى القرن العشرين وذلك بلغات مختلفة. ترتبط أعمالها ارتباطًا وثيقًا بأعمال كل من موتسارت وشتراوس وفيردي وهاندل وبوتشيني.
وقد وصف صوتها بأنه «رخيم بيد أنه نابض بالحياة، دافئ، يتميز بالعمق والطلاقة». وأثنى النقاد الموسيقيون على عذوبة ودفئ صوتها[بحاجة لمصدر]. تفرد صوت تي كاناوا بجمالي خالص جعل منها واحدة من أهم سوبرانو الأوبرا في العالم في فترة سبعينيات وثمانينيات القرن الماضي. وساهم حضورها القوي بطبيعته على المسرح وجمالها في نجاحها الباهر في أداء دور الأميرات والكونتيسات وشخصيات أخرى مشابهة على المسرح.
ورغم أنها نادرًا ما تغني في الأوبرا حاليًا، إلا أنها لازالت تؤدي عروضًا بالغناء منفردة وفي حفلات موسيقية بين الحين والآخر، كما تلقي محاضرات لطلبة الدراسات العليا وتدعم شباب مطربي الأوبرا ممن لازالوا في بداية حياتهم المهنية.

## وصلات خارجية
- Kiri Te Kanawa Discogs discography
- Kiri Te Kanawa operadis opera discography recordings
- Kiri Te Kanawa Michael Storrs Music management
- "Kiri Te Kanawa: IMG Artists". مؤرشف من الأصل في 2019-12-13.
- "Kiri Te Kanawa: Famous New Zealanders". Christchurch City library. مؤرشف من الأصل في 2005-12-16.
- كيري تي كاناوا على موقع IMDb (الإنجليزية)
- كيري تي كاناوا على موقع الموسوعة البريطانية (الإنجليزية)
- كيري تي كاناوا على موقع روتن توميتوز (الإنجليزية)
- كيري تي كاناوا على موقع مونزينجر (الألمانية)
- كيري تي كاناوا على موقع ألو سيني (الفرنسية)
- كيري تي كاناوا على موقع ميوزك برينز (الإنجليزية)
- كيري تي كاناوا على موقع أول موفي (الإنجليزية)
- كيري تي كاناوا على موقع قاعدة بيانات الأفلام السويدية (السويدية)
- كيري تي كاناوا على موقع إن إن دي بي (الإنجليزية)
- كيري تي كاناوا على موقع أول ميوزيك (الإنجليزية)
- Kiri Te Kanawa Foundation NZ based charitable trust